# Oradour-sur-Glane

Karta över den ödelagda staden

Oradour-sur-Glane är en kommun i departementet Haute-Vienne i regionen Nouvelle-Aquitaine i västra Frankrike. Under andra världskriget utförde tyska trupper en massaker på stadens civilbefolkning. Den gamla staden övergavs efter krigsslutet och en ny byggdes nordväst om den gamla som sparades som en spökstad och monument över massakern.

## Martyrstaden
Orten Oradour-sur-Glane var före andra världskriget en liten by med ca 700 invånare, små butiker och en bensinstation. Man hade en liten lokal spårväg och telegrafstation. På somrarna hade turister vistats i de idylliska omgivningarna vid floden Glane. Men efter 1944 kallas platsen i Frankrike även Martyrstaden då hela befolkningen mördades och staden brändes ner av tyskarna den 10 juni 1944. Oradour-sur-Glane återuppbyggdes aldrig utan står kvar som ett monument över krigets vansinne efter en order av den dåvarande presidenten Charles de Gaulle. Ett museum som öppnade 1999 leder in till ett besök i staden där allt står kvar som den gången efter branden. Enligt vissa källor skulle tyskarna egentligen ha angripit Oradour-sur-Vayres, men förväxlade dessa städer på grund av deras namnlikhet.
Massakern genomfördes av delar av den tyska SS-pansardivisionen Das Reich, som var på marsch mot striderna i Normandie. Divisionens fjärde regementes första bataljon under befäl av Adolf Diekmann fick uppdraget att genom att ta gisslan få loss en annan bataljonschef, Helmut Kämpfe, som tillfångatagits av den franska motståndsrörelsen, och gick in med cirka 180 man i Oradour-sur-Glane.
Bataljonschefen delade upp befolkningen och spärrade in vuxna och barn i kyrkan. Männen spärrades in i lador som besköts med kulsprutor och därefter brändes ner. Fem män lyckades överleva. Ungefär samma procedur tycks ha utförts i kyrkan där kulhålen fortfarande finns kvar. Endast en kvinna lyckades undkomma ur kyrkan.
Praktiskt taget hela befolkningen, 642 invånare dödades, varav 205 barn. När Diekmann rapporterade händelsen till sin chef överste Stadler, gjorde denne klart för Diekmann att det skulle bli en rapport till krigsrätt för hans sätt att tackla problemet. Innan någon rättegång hann komma till stånd, dödades Diekmann av granatsplitter i Normandie, och rättegången genomfördes aldrig.
Händelserna i Oradour-sur-Glane var en av de våldsamma krigsförbrytelser som räknades upp i Olof Palmes jultal 1972 som kritiserade USA:s bombningar av Hanoi under det då pågående Vietnamkriget.

## Galleri

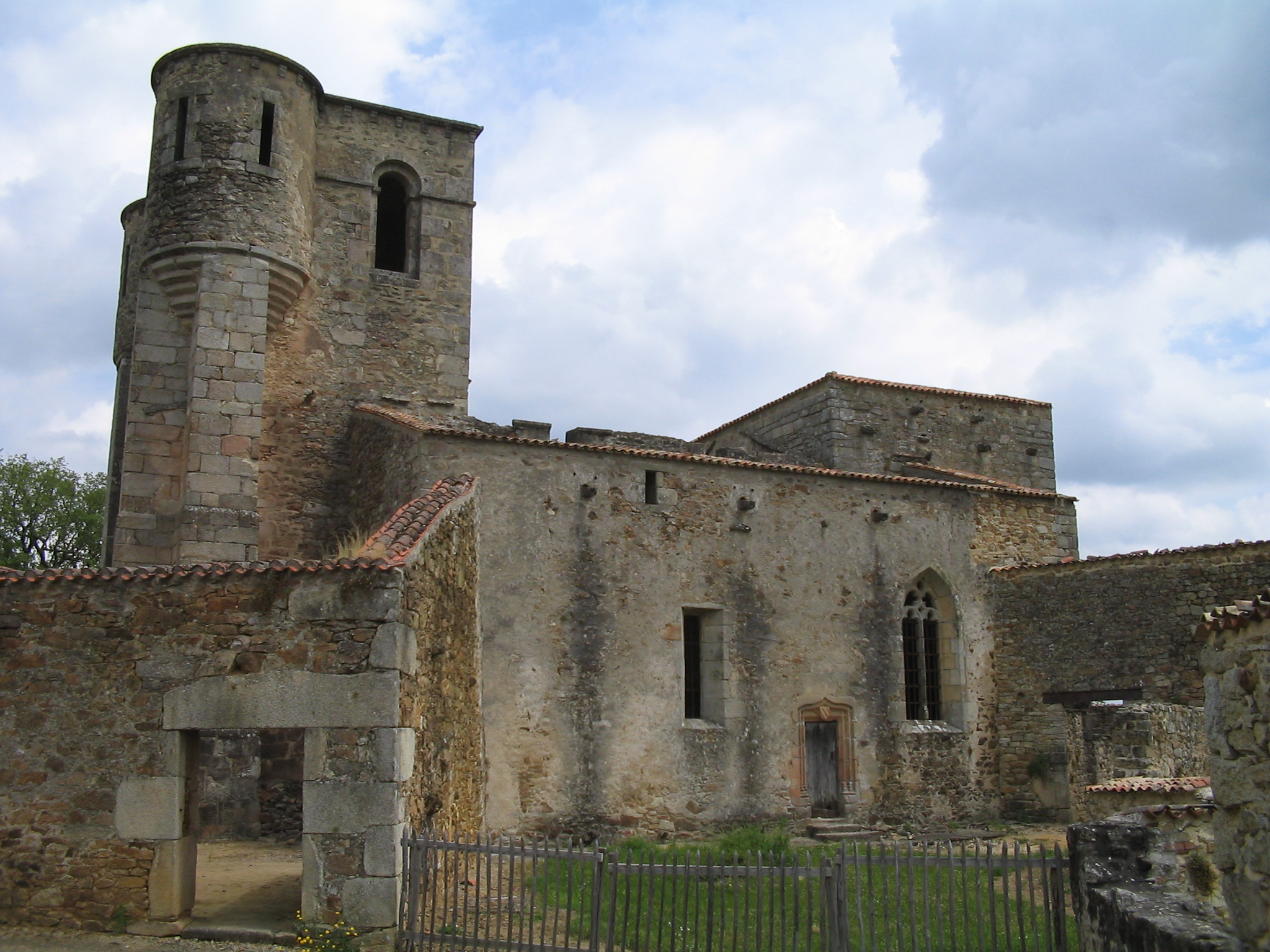
Kyrkan i Oradour-sur-Glane.
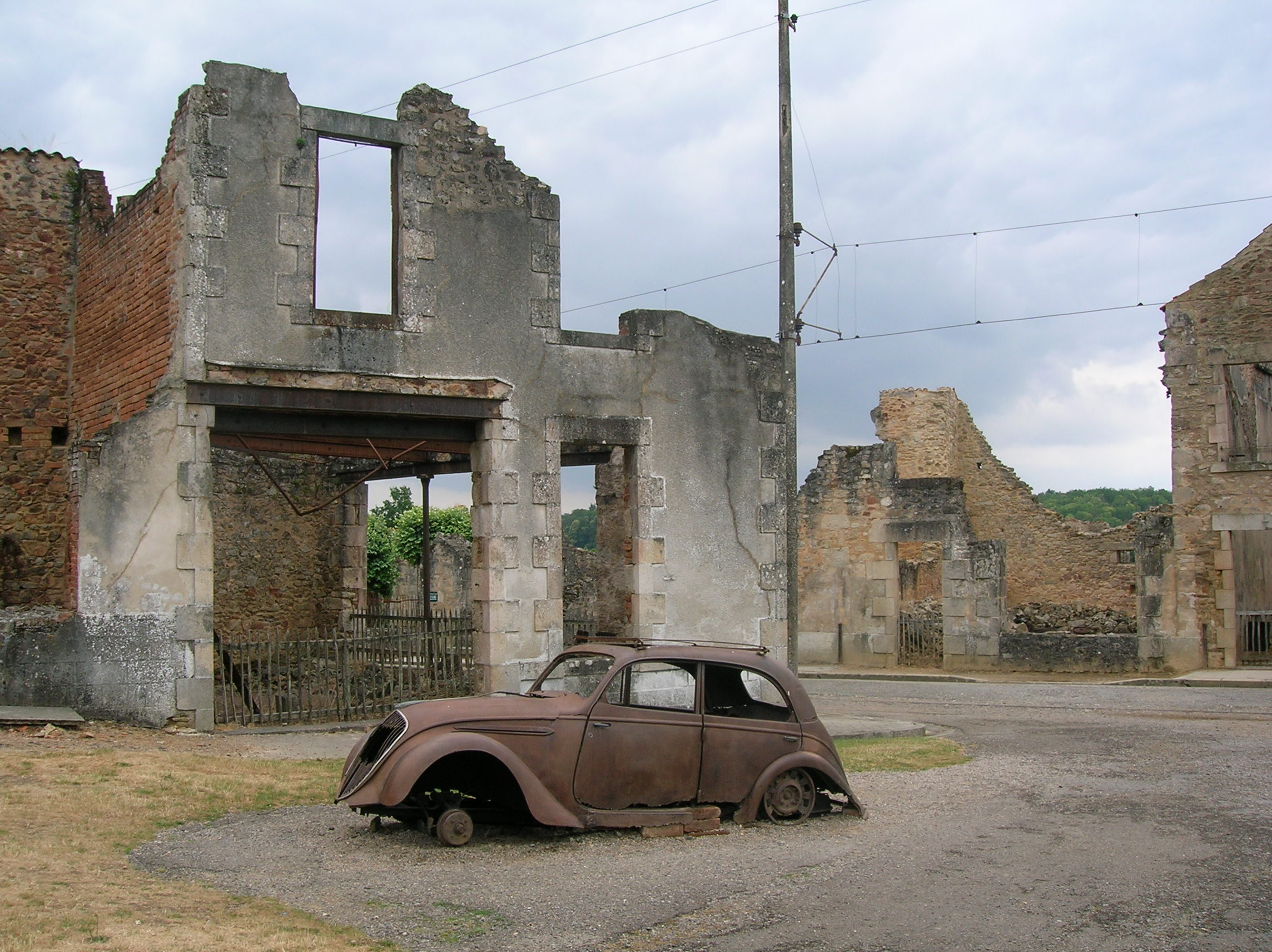
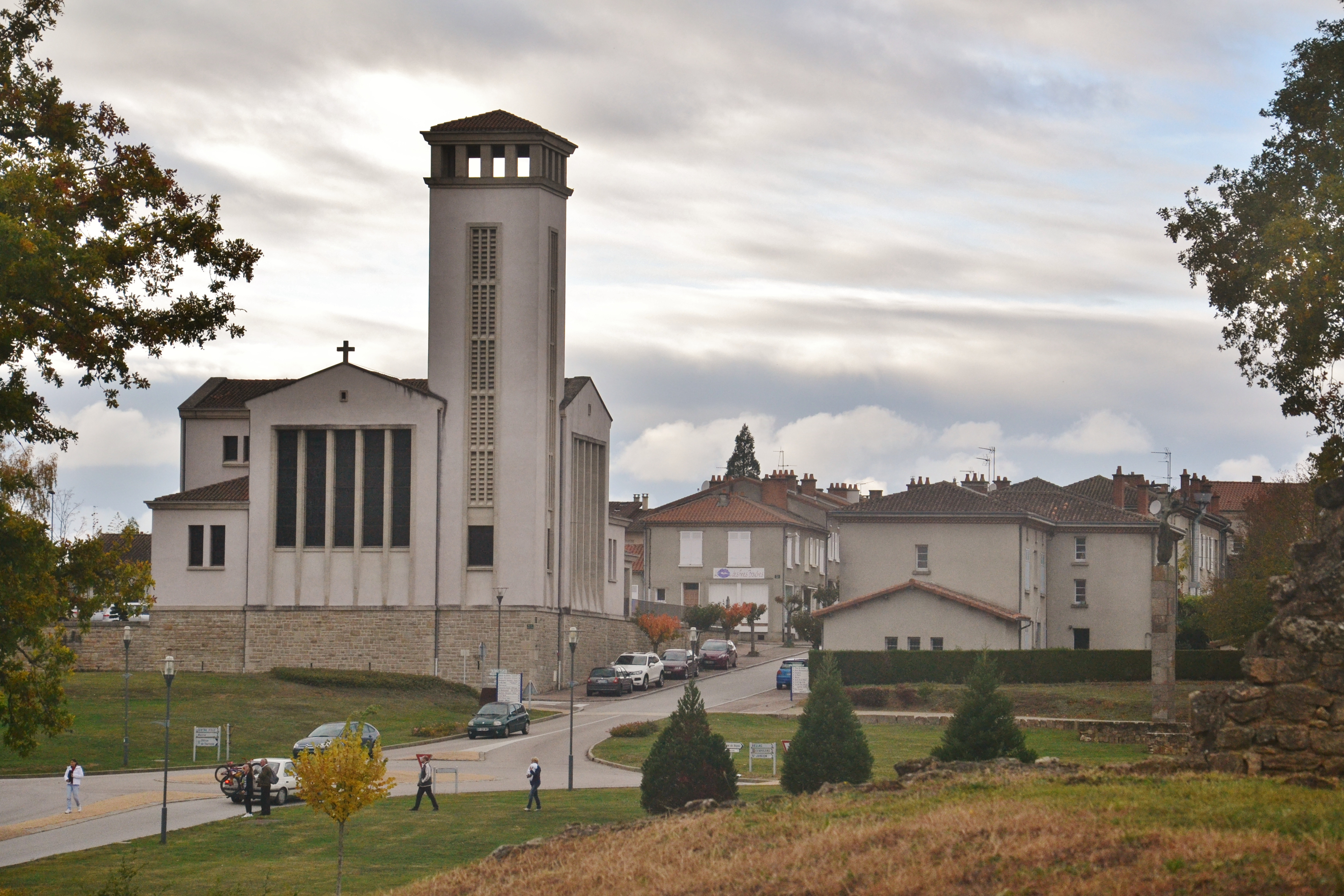
Infarten till nya staden.

## Befolkningsutveckling
Antalet invånare i kommunen Oradour-sur-Glane
| Referens: INSEE |